# Os Doces Bárbaros
Os Doces Bárbaros é um filme documentário brasileiro lançado em 1976, com direção de Jom Tob Azulay.

## Sinopse
O filme registra a excursão comemorativa dos dez anos de carreira dos cantores baianos Caetano Veloso, Gilberto Gil, Maria Bethânia e Gal Costa, que formaram o grupo com o nome de Doces Bárbaros, por sugestão de Bethânia.
Idealizado para mostrar os shows do disco ao vivo que seria lançado (Doces Bárbaros - Ao Vivo), o documentário mudou de tom ao registrar a prisão e julgamento de Gilberto Gil e de um companheiro por porte de drogas. Gil foi obrigado a se internar em uma clínica para desintoxicação, e só saía para participar dos espetáculos programados.
Em outra cena curiosa, Bethânia mostra irritação com a pergunta de um repórter, que mostra ignorância ao supor ter sido ela lançada como cantora pelo irmão Caetano, quando na verdade o que aconteceu foi o contrário.
Depois, em 2002, o grupo se reuniu, acontecimento mostrado no filme de 2004 Outros Bárbaros.